# AP2S1
AP2S1 (англ. Adaptor related protein complex 2 sigma 1 subunit) – білок, який кодується однойменним геном, розташованим у людей на короткому плечі 19-ї хромосоми. Довжина поліпептидного ланцюга білка становить 142 амінокислот, а молекулярна маса — 17 018.
| 10         |  | 20         |  | 30         |  | 40         |  | 50         |
| ---------- |  | ---------- |  | ---------- |  | ---------- |  | ---------- |
| MIRFILIQNR |  | AGKTRLAKWY |  | MQFDDDEKQK |  | LIEEVHAVVT |  | VRDAKHTNFV |
| EFRNFKIIYR |  | RYAGLYFCIC |  | VDVNDNNLAY |  | LEAIHNFVEV |  | LNEYFHNVCE |
| LDLVFNFYKV |  | YTVVDEMFLA |  | GEIRETSQTK |  | VLKQLLMLQS |  | LE         |

A: Аланін

C: Цистеїн

D: Аспарагінова кислота

E: Глутамінова кислота

F: Фенілаланін

G: Гліцин

H: Гістидин

I: Ізолейцин

K: Лізин

L: Лейцин

M: Метіонін

N: Аспарагін

Q: Глутамін

R: Аргінін

S: Серин

T: Треонін

V: Валін

W: Триптофан

Кодований геном білок за функцією належить до фосфопротеїнів. 
Задіяний у таких біологічних процесах, як транспорт, транспорт білків, ендоцитоз, альтернативний сплайсинг. 
Локалізований у клітинній мембрані, мембрані, клатрин-вкритих заглибинах мембрани.